# Nosocice (gmina)
Nosocice – dawna gmina wiejska istniejąca w latach 1945–1954 w woj. wrocławskim i woj. zielonogórskim (dzisiejsze woj. lubuskie). Siedzibą władz gminy były Nosocice (od 1984 osiedle Głogowa).
Gmina Nosocice powstała po II wojnie światowej na terenie tzw. Ziem Odzyskanych (tzw. II okręg administracyjny – Dolny Śląsk). 28 czerwca 1946 gmina – jako jednostka administracyjna powiatu głogowskiego – weszła w skład nowo utworzonego woj. wrocławskiego. 6 lipca 1950 gmina wraz z całym powiatem głogowskim weszła w skład nowo utworzonego woj. zielonogórskiego.
Według stanu z 1 lipca 1952 gmina składała się z 17 gromad: Biechów, Brzostów, Bukwica, Jaczów, Kamiona, Krzepów, Kurowice, Łagoszów Mały, Nielubia, Nosocice, Ruszowice, Słone, Smardzów, Szczyglice, Turów, Widziszów i Zabornia. Gmina została zniesiona 29 września 1954 wraz z reformą wprowadzającą gromady w miejsce gmin. Jednostki nie przywrócono 1 stycznia 1973 wraz z kolejną reformą reaktywującą gminy.